# ジャン＝ジョエル・バルビエ
ジャン＝ジョエル・バルビエ（Jean-Joël Barbier、1920年3月25日 - 1994年6月1日） は、フランス生まれのピアニストである。
エリック・サティの演奏と研究の第一人者と言われ、サティの作品を純粋に音楽として扱おうと、確固たる姿勢を貫いている。

## 来歴
1920年にベルフォールで生まれ、文学を学ぶかたわらラザール・レヴィに師事してピアノを学んだ。しかし、第二次世界大戦の勃発によって学業は中断した。
バルビエは多作な著述家であり、1961年にはフランス音楽家辞典を出版した。ピアニストとしては、クロード・ドビュッシー、エマニュエル・シャブリエ、デオダ・ド・セヴラックなどのフランスの作曲家の作品を主に演奏した。後にサティが遺した全ピアノ曲の録音に取り組み、それがバルビエの業績の中で一番名高いものとなった。
ロベール・ブレッソン監督・脚本の映画『バルタザールどこへ行く』（Au Hasard Balthazar) で、シューベルトのピアノ・ソナタ第20番イ長調の第2楽章アンダンティーノを演奏している。
なお、ジョルジュ・バルビエという名のフランスのイラストレーターと間違えられやすいが、他人である。

## 文献
- 『サティとピアノで』ジャン＝ジョエル・バルビエ著 相良憲昭訳
- ◎銀璧亭◎
- フランス版Wikipédia Jean-Joël Barbier
- amazon

## 日本語版CD
- 『エリック・サティ/決定版』-1993年11月13日発売 ジャン＝ジョエル・バルビエ《4手連弾》 ジャン・ウイエネ
- 『エリック・サティ作品集』-1995年6月28日発売 ジャン＝ジョエル・バルビエ《4手連弾》 ジャン・ウイエネ
- 『エリック・サティ作品集』-1995年11月16日発売 ジャン＝ジョエル・バルビエ《4手連弾》 ジャン・ウイエネ
- 『TWINBEST エリック・サティ作品集』-1998年12月2日発売　ジャン＝ジョエル・バルビエ《4手連弾》ジャン・ウィエネ
- 『エリック・サティ作品集』-1999年7月7日発売 ジャン＝ジョエル・バルビエ《4手連弾》 ジャン・ウィエネ